# 419
Het jaar 419 is het 19e jaar in de 5e eeuw volgens de christelijke jaartelling.

## Gebeurtenissen

### Italië
- Keizer Honorius besluit dat zolang nog niet bepaald is wie de rechtmatige paus is, beide kandidaten (Bonifatius en Eulalius) Rome moeten verlaten. Eulalius keert echter terug voor de paasviering, waarna zijn claim door Honorius nietig wordt verklaard.

### Afrika
- De stad Sitifis in huidige Algerije wordt door een aardbeving grotendeels verwoest.

## Geboren
- 2 juli - Valentinianus III, keizer van het West-Romeinse Rijk (overleden 455)